# Синій птах (п'єса)
«Синій птах» («Блакитний птах») — драма-феєрія бельгійського письменника Моріса Метерлінка, написана в 1908 році в одному з жанрів символізму.
Драма пронизана почуттям віри в Людину, яка, завдяки своїм численним науково-технічним, а головне — душевним здобуткам (пізнанню істинних Радощів і Блаженств) стає володарем світу рослин, тварин, речей та навіть стихій. Подорож дітей символізує мандри у нескінченних глибинах свого «я», яке впливає на два сутнісні початку — Світло й Темряву.
Символіка в цьому творі набуває казкового, гуманістичного забарвлення. Чітко простежуються оптимістичні тенденції — віра в майбутнє, у науковий прогрес, кращу долю людини.

## Фабула твору
Однієї передріздвяної ночі до хатинки дроворуба, в якій знаходяться двоє дітей — хлопчик Тільтіль та дівчинка Мітіль, — навідується стара сусідка Берленго, у якої захворіла онука. На очах у дітей вона перетворюється на фею Берюліну. На прохання феї діти вирушають на пошуки Синього птаха, символу щастя, який має допомогти хворій дівчинці. За порадою і з допомогою феї вони шукають його у чарівній країні. Їхня подорож насичена фантастичними пригодами, труднощами, переживаннями, але щастя вони знаходять не в казці, а під дахом своєї оселі, куди повертаються після захоплюючої мандрівки. Діти не принесли Синього птаха, але дівчинка одужала після того, як Тільтіль подарував їй свою горличку. Горличка, щоправда, втікає, але це не позбавляє дітей відчуття щастя і радості.
П'єса-феєрія нагадує чарівне, казкове видовище, що вимагає яскравої постановки та сценічних ефектів.

## Композиція п'єси
Твір Метерлінка має специфічну зовнішню композицію, по-своєму також символічну. Символічною в цьому випадку є невидима зорієнтованість автора на вічність. Дванадцять картин п'єси, які об'єднані у шість дій, наштовхують дослідників твору на думку про кількість пісень у класичних поемах. («Енеїда» Вергілія поділена саме на 12 пісень, така ж їх кількість і в поемах Мільтона).
У побудові твору застосовується конструкція так званої «подвійної рами»: події, що відбуваються уві сні (основний сюжет), ніби загорнені в реальність. Саме в такій структурі наочно проявляються два плини життя — «справжній» і «реальний».
Особливістю п'єси є двоплановість її сюжету: реальне у творі співіснує з казковим. Елементи двох сюжетів є дотичними. Таке явище, не надто ускладнюючи загальне розуміння твору, є досить складним у деяких моментах літературного аналізу.
Експозицію першого сюжету — реального — становить опис будиночку дроворуба та знайомство з персонажами — хлопчиком Тільтілем і дівчинкою Мітіль, умовами їхнього життя. Дія відбувається у Різдвяний вечір, але СантаКлаус не принесе їм подарунків, бо їхня мати «не встигла піти за ним у місто». «…Сьогодні вночі він прийде до багатих дітей», — зауважує Тільтіль. У цьому випадку спостерігаємо реальність життя без будь-яких символів. Це життя в бідності. Найбільше Мітіль дивує не краса ялинки, яку вони бачать у вікні будинку багатіїв, а той факт, що багаті діти не голодні. Але Тільтіль знаходить по-дитячому логічне пояснення цієї причини: «бо вони можуть їсти, коли захочуть…».
Зав'язкою реального плану є поява старої сусідки і її розповідь про хвору онуку. Надалі до зав'язки реальної картини приєднується експозиція казки, яку становить чарівне перетворення старої сусідки Берленго на фею Берюліну. Пояснення феєю «справжнього» стану деяких речей («справжнього», за філософією автора, власне, ідей М. Метерлінка про приховану дійсність), є зав'язкою казки і становить ідейну основу твору. Поява Душ Тварин, Предметів і Станів і відбуття персонажів у потойбіччя завершують казкову зав'язку. Обидві експозиції і зав'язки знаходяться в межах першої картини першої дії.
Розвиток дії (казкової) складає подорож дітей чарівною країною. Там вони зустрічаються з давно померлими бабусею і дідусем, братиками і сестричками. Під час перебування в потойбіччі (за визначенням М. Метерлінка, у «справжньому» світі) вони переживають безліч пригод. Діти знаходять кільканадцять птахів, але всі вони або гинуть, або виявляються не такими, як потрібно. Одночасно з дітьми в розвитку дії беруть активну участь Тварини, Предмети і Стани.
Кульмінацією казкової дії є прощання дійових осіб, а її апогеєм — слова Душі Світла: «… В мене нема голосу. В мене є лише сяйво, але Людина його не чує. Я ж не сплю над Людиною до кінця її днів…Пам'ятайте: я розмовляю з вами кожним місячним променем, кожною зірочкою, що дивиться на вас, кожним світанком, кожною лампою, що світиться, кожним вашим чистим і ясним помислом…».
Розв'язкою казкового сюжету є виражене в ремарці повернення дітей додому.
Реальний сюжет продовжується в останній — дванадцятій картині п'єси. Розвиток дії в реальності становить пробудження дітей і їхня зустріч з батьками.
Кульмінацією є картина зустрічі дітей з сусідською дівчинкою, яка дивним чином одужала, і втеча дуже схожої на синього птаха горлиці.
Розв'язкою реалістичного плану сюжету є обіцянка Тільтіля зловити горлицю і його звернення до глядачів.

## Дії п'єси

### Дія перша
Хатина бідного дроворуба. Хлопчик Тільтіль і дівчинка Мітіль марно мріють про різдвяні подарунки, але всі вони потрапили'у сусідній багатий будинок. У цьому домі щастя, говорить нам Метерлінк, немає. І не тільки тому, що тут живуть бідно, але й тому, що поняття про щастя тут поєднується лише з матеріальним, зовнішнім. З'являється Фея Берілюна (вона дуже схожа на сусідку Берленго), яка пропонує дітям вирушити на пошуки Синього птаха для її хворої внучки, яка «хоче бути щасливою». У Тільтіля є горлиця, проте цей птах, за словами Берілюни, «недостатньо синій». І діти вирушають у подорож з чарівним зеленим капелюшком Феї (він повертає зір людям, бо вони «осліпли і не бачать справжній світ навколо себе»). Їх супроводжують Душа Світла, Собака, Кіт, Цукор, Хліб, Вода, Вогонь тощо.

### Дія друга
Герої потрапляють у минуле — Країну Спогадів (у більш точному перекладі — Спогаду, тобто Країну Пам'яті), край померлих предків. Діти побачилися зі своїми дідусем і бабусею, братиками і сестричками. Люди повинні пам'ятати про своїх небіжчиків. «Якщо вони живуть у вашій пам'яті, значить, не вмирали», — запевняє Фея. Але щастя у минулому бути не може — можлива лише ілюзія щастя. І птах, синій дрозд, знайдений у Країні Минулого, лише здається синім. Він почорнів, ілюзія розвіялася.

### Дія третя
Діти перебувають вже не в минулому, а в теперішньому, причому вони виходять у широкий світ. Холодний і понурий Палац Ночі. Ніч уособлює Зло, яке супроводжує людину упродовж усього життя. А там, де живе Зло, є війни, хвороби, нещастя, катастрофи. Ніч — це також морок, пітьма, незнання. Щастя тут не може бути справжнім — можливе лише його видимість. Тому численні птахи помирають у Палаці Ночі відразу.
Проте не все так понуро навіть у Палаці Ночі. Тільтіль, переборюючи страх, відчиняє двері, за якими сховані таємниці господарки палацу. Ніч каже: «За останні роки я перестала розуміти людину… Невже вона з часом пізнає все? Вона і так заволоділа третиною моїх Таємниць», і коли вона не погоджується дати хлопчику ключі від дверей, що охороняє Мовчання, він наполягає: «Ви не маєте права відмовляти Людині, я це знаю». Отже, Метерлінк утверджує всемогутність людини. Такого, чого не можна пізнати розумом, немає, є лише непізнане, але людина рано чи пізно оволодіє й ним. І щастя людини — у пізнанні таємниць природи та в боротьбі за істину.
Цей мотив розвивається і в наступній картині. Герої потрапляють до Лісу. Природа тут протиставлена людям: дерева і тварини не хочуть віддати Синього птаха. Дух Дуба каже Тільтілю: «…ти шукаєш Синього Птаха, тобто ти хочеш розгадати найбільшу Таємницю буття, Таємницю щастя, — розгадати для того, щоб Люди нас потім остаточно підкорили». Але хоча природа і чинить опір, діти перемагають, бо Людина є її володарем. "Ви боїтесь Людини.., — із гнівом говорить Дух Дуба духам інших дерев і тварин. — Навіть безпорадні, беззахисні діти навіюють вам той незрозумілий страх, який і робить нас усіх рабами Людини!

### Дія четверта
На кладовищі діти мають зустрітися з потойбічним буттям — із повсталими мерцями. Однак у той час, коли захиталися хрести і піднялися могильні плити, Тільтіль і Мітіль бачать, як із розкритих могил повільно виростають «цілі снопи квітів», встає зоря. «Блищить роса, розпускаються квіти, у гілках шарудить вітер, дзижчать бджоли, прокидаються птахи і наповнюють простір… гімном Сонцю і Життю». Цвинтар перетворюється у чарівний сад. Чи можна було хоча б уявити подібну картину у ранньому метерлінківському театрі? «Де ж мертві?» — питає брата Мітіль. «Мертвих немає», — відповідає хлопчик. Так Метерлінк стверджує перемогу життя над смертю.
Діти потрапляють до Садів Блаженств. Душа Світла попереджає, що Блаженства підступніші і небезпечніші, ніж найбільші Нещастя. Гладкі Блаженства уособлюють людські вади і спокуси: розкоші, лінощі, пияцтво, розпусту. Вони і є найстрашнішими ворогами людини на ЇЇ шляху до щастя, істини, добра. Завдяки Душі Світла діти зуміли вирватися з обіймів гладких Блаженств.
Душа Світла допомагає дітям побачити «істинну сутність речей», зрозуміти блаженства, що їх «більшість людей не вміє шукати». Ці справжні блаженства — у батьківському домі: Блаженство Бути Здоровим, Блаженство Дихати Повітрям, Блаженство Любити Батьків, Блаженство Блакитного Неба. Тільтіль і Мітіль пізнають також Великі Радощі: Радість Бути Справедливим, Радість Бути Добрим, Радість Завершеної Праці, Радість Мислити, Радість Розуміти, Радість Споглядати Прекрасне, Велику Радість Любити, Радість Материнської Любові.
Але в Садах Блаженств Синього Птаха немає. Серед Гладких Блаженств він не може існувати, адже він «не істивний», а серед Радощів питання про Синього Птаха просто не виникає.

### Дія п'ята
переносить персонажів казки до Царства Майбутнього. Це щаслива утопічна країна дітей, які ще не народилися. Коли-небудь вони з'являться на світ і зуміють зробити життя щасливим, відкриють спосіб обігріти землю, якщо згасне сонце, знищать несправедливість, переможуть смерть. Кожний із них прийде на Землю зі своєю місією — «з порожніми руками туди не пускають». Але в майбутньому Синього Птаха немає — знайдений тут птах став червоним. І це зрозуміло: адже у майбутньому, говорить Метерлінк, теж будуть війни і злочини, нещастя і самотність, хвороби, які будуть забирати життя дітей.

### Дія шоста
Минув рік, як діти зі своїми супутниками вирушили у подорож. Настала гірка хвилина прощання. Діти повернулися без Синього Птаха. «Птах із Країни Спогадів почорнів, птах із Країни Майбутнього став червоним, птахи з Палацу Ночі померли, а в лісі я не зумів спіймати птаха…», — говорить Тільтіль. Душа Світла заспокоює його: «Ми зробили все, що від нас залежало… Синій Птах, мабуть, або зовсім не існує, або змінює колір, як тільки його саджають у клітку».
Метерлінк стверджує, що жодну істину не можна вважати абсолютною, а процес пізнання — завершеним. Зупинка — смерть пізнання. Синій птах у клітці — символ такої зупинки. А щастя можна досягти лише в процесі постійного пізнання світу, в невтомних пошуках істини. Це й є основна ідея п'єси. У заключній, дванадцятій картині Тільтіль і Мітіль прокидаються, і рідна домівка здається їм тепер кращою, ніж раніше. Це теж прикметна деталь: діти повертаються додому зовсім іншими людьми, тому що їм відкрився глибинний сенс буття. У свою чергу, збагачення внутрішнього світу героїв обумовило перетворення реальності: вони інакше сприймають убогу батьківську хату. І в злиденній хатині дроворуба живуть добрі Блаженства, і найпрекрасніше з них — Блаженство Материнської Любові.
Пройшовши шлях пізнання, діти ототожнюють із Синім Птахом сіру горличку Тільтіля. Проте коли хлопчик дарує її хворій сусідській дівчині, вона виривається з її рук і летить. Але Тільтіль обіцяє шукати і знайти Синього Птаха. У фіналі він звертається з авансцени до глядачів: «Ми вас дуже просимо: якщо хтось з вас його знайде, то нехай принесе нам — він потрібен нам для того, щоб стати щасливими у майбутньому…».
Такий символічний фінал драми означає, що цінними є самі пошуки щастя й істини, сам процес пізнання, саме бажання знайти ідеал.
П'єса-феєрія Метерлінка має «відкритий фінал». Адже остаточного висновку про те, що таке щастя і як його досягти, бути не може.

## Художні особливості п'єси «Синій птах»
Художні особливості п'єси «Синій птах» визначає жанр п'єси-феєрії, в символіці якої чітко простежуються оптимістичні тенденції: віра в кращу долю людини, в майбутнє. Виняткова спостережливість автора, уміння бачити довкілля в незвичному забарвленні допомогли йому створити широке і гуманістично насичене літературне полотно.
Феєрія, за визначенням французького театрознавця П. Паві, це «п'єса, заснована на ефектах магії, дива, яскравої видовищності, яка включає вигаданих персонажів, що мають надприродну силу (фея, демон, сили природи, міфологічні істоти і т. д.)». Вона передбачає яскраве видовище, сповнене світла. Феєрія близька до казки, вона тяжіє скоріше до романтизму, ніж до символізму. Дивовижне у ній — казкове, а не містичне. Понура містика ранніх п'єс Метерлінка відступає на задній план або ж взагалі зникає. Нічого «містичного» немає в персонажах твору — цілком реальними є постаті дітей Тільтіля і Мітіль, їх батьків, бабусі й дідуся, собаки і кішки. І в той же час вони — казкові герої. Це підкреслює драматург у поясненні їх костюмів. Дійові особи мають бути одягнуті в костюми персонажів Шарля Перро І братів Грімм: Тільтіль — у костюм Хлопчика-Мізинчика, Мітіль — у вбрання дівчинки Червоний Капелюшок або Гретель, решта персонажів — у костюми Попелюшки, Синьої Бороди, інших казкових героїв. Навіть фея Берілюна одягнена у традиційний костюм казкової жебрачки.
Ніякої містики не несуть і «абстрактні» персонажі (Душа Світла, Час, Ніч, Великі Радості, Домашні Блаженства), а тим більше персонажі відверто казкові — тварини й матеріальні предмети домашнього побуту (Хліб, Цукор, Вогонь, Вода). Показово, що всі ці образи являють собою не символи, а алегорії. Адже на відміну від багатозначного символу алегорія завжди однозначна, конкретна. Так, фольклорні образи Собаки і Кішки втілюють відповідно вірність та підступність. До того ж Метерлінк цю конкретність алегорії посилює через її «матеріалізацію», детальний опис. Наприклад, Хліб має «розкішне вбрання паші: широкий халат з шовку або з багряного, шитого золотом оксамиту. Високий тюрбан. Ятаган. Величезний живіт, надзвичайно гладкі рум'яні щоки». А алегоричний образ Часу, явно запозичений із образотворчого мистецтва, має необхідні атрибути цього поняття: «широка чорна або ж темно-синя мантія, довга сива борода, коса, пісочний годинник».
«Синього Птаха» споріднює з казкою властивий їй колорит, радісний настрій, веселий, добрий гумор та оптимізм.
Дивовижне у феєрії «Синій птах» поєднує Мрію та Реальність. Але воно також сприяє проникненню у явища, які здаються такими, що лежать на поверхні реальності. Тому «Синій птах» — не тільки казкова п'єса, але й філософська. Це твір про пошуки щастя і сенс пізнання.

## Філософський зміст п'єси «Синій птах»
Попри казковий характер і гуманістичне спрямування, твору притаманне глибоке філософське насичення простої і по-людськи доброї оповідки, в якій постійно здійснюється усвідомлення складного через просте, високого через буденне. Проблема щастя вирішувалась М. Метерлінком з погляду людини, яка вірить, що щастя може й не мати зовнішніх матеріальних проявів. Щастя категорія надто специфічна. Герої його п'єси не знайшли очікуваного Синього птаха, але вони зрозуміли його сутність: щастя в самому житті, а саме життя — це вічний пошук щастя. Філософський зміст пошуку щастя розкривається автором з допомогою певних, характерних для філософії категорій, тем і мотивів часу, буття, сну, дороги тощо.

## Категорія часу в п'єсі «Синій птах»
Однією з найважливіших філософських категорій є категорія часу. У п'єсі «Синій птах» символом життя є рух годинникового маятника. Його зупинка означає фізичну смерть. Годинник у хатинці померлих дідуся й бабусі давним-давно зупинився. Розвитку цього положення автор присвячує цілу картину (IV,7) перебування дітей на кладовищі. Діти не знаходять тут мерців — натомість із розритих могил з'являються цілі снопи квітів. Ця картина, окрім її символічності і основного функціонального навантаження, є ще й свідченням змін художнього світогляду М. Метерлінка: повний відхід від зображень відчуття смерті, характерних для його творчості першого періоду. У потойбіччі час не має значення для його мешканців, адже там, у «справжньому» житті, немає смерті. Але годинник навіть із поламаною стрілкою (символ відсутності часу) знову починає свій біг, щойно в потойбіччі з'являються живі Тільтіль і Мітіль. Для них життя продовжується. І вони повинні знайти в ньому власне, тільки їм зрозуміле щастя, символом якого є Синій птах. Автор ніби намагається переконати глядача в тому, що час тісно пов'язаний із життям і пошуком щастя. Все підвладне тільки Часові, лише він має право поступово розставляти всі крапки над «і» в сучасному житті і в історії. Це ж саме стверджує і власне Час у Царстві Майбутнього.

## Категорія сну в п'єсі «Синій птах»
Із пошуком щастя пов'язана тема сну. Сон для бідних дітей — це також розрада і втіха життя, але їхнє щастя зовсім іншої якості. Уві сні вони можуть знову побачитись з дорогими братиками і сестричками, потрапити на частування, скуштувати ласощів, про які у дійсності вони тільки мріють. Тільки уві сні, у гостях у бабусі та дідуся Тільтіль їсть смачний борщ із капустою, який у реальному житті йому доводиться куштувати хіба-що вряди-годи.
Уві сні існують реально всі моральні інвективи Щастя. Автор розподіляє їх на дві категорії. У Саду Блаженств, куди потрапляють діти, є Найситіші Блаженства, які символізують відразливі людські вади: Блаженство бути Багатим, бути Власником, Нічого Не Робити, Спати Більше, ніж Потрібно, Блаженство Нічого Не Розуміти тощо. У промінні Душі Світла всі вони виявляються нікчемними і жалюгідними. Але є й справжні Блаженства: Бути Здоровим, Дихати Повітрям, Любити Батьків, Дощу, Блакитного Неба, Зимового Вогнища тощо. Поруч із ними знаходяться Великі Радощі — Завершеної Праці, Споглядати Прекрасне, Любити, Бути Справедливим. Однією з найбільших радощів є Радість Материнської Любові.

## Образ дитини в п'єсі
Діти в п'єсі «Синій птах» є активними, діяльними, енергійними життєрадісними створіннями, які прагнуть добра, щастя та істини. Про таких дітей Метерлінк у 1890 році писав: «Діти — вісники Всесвіту. Вони — останнє слово порядку. Будь-яка людина, принаймні на півгодини, відчує власну значимість поряд із дитиною. До того ж з будь-якою істотою, що живе поблизу дітей, відбуваються речі цілком незвичайні». У п'єсі «Синій птах» такі «незвичайні» речі відбуваються упродовж усієї дії. Так, у цьому творі є дія, подорож, рух, а не бездіяльна статика, «ситуація» замість «сюжету» ранніх символістських драм.

## Епічність п'єси
Незважаючи на короткий час перебігу дії твору (з вечора до ранку наступного дня), п'єса М. Метерлінка створює враження широкої, майже епічної картини «справжнього» (потойбічного) життя. У цьому плані власне функціональне навантаження мають і її елементи, наприклад, кількість персонажів (їх у творі аж 67).
Для створення відчуття епічності Душа Світла навіть умовно розширює межі часу. Події відбуваються в Різдвяну ніч і це дає їй можливість стверджувати, що мандрівка тривала цілий рік.
Разом із людьми казковою країною, створеною багатою фантазією драматурга, мандрують гамірні Кіт і Пес, плекають підступні наміри Звірі і Дерева, людських рис і подоби набирають Душі Світла і Ночі. Персонажів п'єси досить легко охарактеризувати.
Тільтіль і Мітіль по-дитячому безпосередні, довірливі і наївні (пригадаймо хоча б спрощене пояснення Тільтілем причини, чому до них на Різдво не прийде Санта Клаус). Разом із тим вони мають багату уяву — саме в ній народжується казка про перебування в чарівній країні і навіть у Царстві Майбутнього. Діти не бояться Душі Ночі і її царства, сміливо вступають у бій із ворожими силами потойбіччя. Але вони ж виявляють чуйність до хворої дівчинки. Тільтіль не просто співчуває чужому горю, він дарує дівчинці свого птаха, горличку, яка була частиною його власного щастя.
Душі ведуть себе так, як люди: в непевній ситуації Вогонь метушиться, мов божевільний, один із хлібів, не знайшовши для себе місця у діжі, ридає і голосить.
Досить виразними у казці є стосунки між Тілеттою і Тіло. Щоправда, це ще й вияв природних стосунків між кішкою і собакою. Незважаючи на деяку статичність окремих образів, Тілетта показана в розвитку — вона виявляється дволикою. З одного боку, вона любить дітей і заявляє про це, але з приміткою: «Я люблю вас обох стільки, скільки ви того заслуговуєте». До того ж вона виступає в ролі своєрідного пластуна, який діє на користь Духів потойбіччя. Недовіра рослинного і тваринного світу до людей підкреслює їхній загальний природний антагонізм, який був помітним уже в часи М. Метерлінка.
Відсутність глибоких словесних характеристик персонажів замінюється детальним описом їхнього одягу. Більше того, Метерлінк робить глядачів ніби учасниками казкових перетворень — персонажі переодягаються в процесі самої вистави. Це своєрідний засіб, що повинен викликати у людини певні асоціації і аналогії, а відтак допомогти глядачеві і читачеві розкрити і доповнити характери персонажів самотужки.

## Перші постановки п'єси
Право першої постановки драматург надав Московському художньому театру. 30 вересня 1908 року відбулася прем'єра «Синього птаха» у постановці одного з засновників театру Костянтина Сергійовича Станіславського (режисери — Леопольд Сулержицький та Іван Москвін, композитор — Ілля Сац, художник-декоратор — Володимир Єгоров). У прем'єрній виставі грали такі видатні актори, як Ольга Кніппер-Чехова, Аліса Коонен, Іван Москвін. «Синій птах» став одним із найбільш репертуарних спектаклів легендарного московського театру (за 50 років п'єса була зіграна дві тисячі разів).
У 1910 році виставу МХТ дивилася дружина Метерлінка Жоржетта Леблан, і розповідала про неї автору із захватом і сльозами захоплення.
У Франції перша постановка відбулася лише 2 березня 1911 року в Театрі Режан за мізансценами московської постановки під керівництвом Лепольда Сулержицького та Євгена Вахтангова. Це вібдулося вже після вистав у Лондоні (1909) та в Нью-Йорку (1910).
Перша постановка в Україні відбулася 12 лютого 1938 року в Київському театрі юного глядача (режисер Борис Вершилов) у неопублікованому перекладі Максима Рильського. З вистави було знято «містичний наліт», «сумнівну символіку», що значно применшило її вартість і стало на заваді розкриттю філософського підтексту. Відомо також про відтворення за радянських часів скороченого варіанту п'єси за назвою «Синя пташка» Надією Гордієнко-Андріановою в 1965 році. Вона вийшла накладом 60 примірників для внутрішнього користування в Головному управлінні театрів і музичних установ.
«Блакитний птах» має продовження — п'єсу «Заручини» (1918), в якій розповідається про старших Тільтіля і Мітіль, а також про пошуки Тільтілевого Кохання.

## Переклади українською мовою
П'єса неодноразово перекладалася українською мовою. Вперше під назвою «Синя пташка» у 1918 році переклав мовознавець Євген Тимченко. Переклад також робили М.Рильський і Н.Андріанова (1965). Вперше окремою книгою феєрія була видана в 1997 році в перекладі С.Грицюка.
Наступні переклади здійснив Д.Чистяк під назвою «Блакитний птах». Перекладач вважає, що попередня назва порушує традицію фонового простору в драматургії Метерлінка та й у символістській образній системі взагалі.

## Видання українською мовою
- Метерлінк, Моріс. Синій птах: пєса-феєрія / М. Метерлінк ; пер. і передм. С. Грицюка. — К. : Котигорошко, 1997. — 96 с. : ілюстр.
- Метерлінк, Моріс. Синій птах: казка: [для серед. шк. віку] / М. Метерлінк ; переказав. з фр. Л. Л. Яхнін ; худож. І. Бодрова. — Київ: Махаон-Україна, 2006. — 96 с. : ілюстр. — (Казкова скринька). — 5000 пр. экз.. — ISBN 966-605-637-2
- Метерлінк, Моріс. П'єси / М. Метерлінк ; з фр. пер. Д. Чистяк ; упоряд.,пер. з фр., передм. та комент. Д. О. Чистяка ; худож.оформ. К. В. Міщук. — К. : Пульсари, 2007. — 248 с. :ілюстр. — (Класика)
- Метерлінк, Моріс. Синій птах: п'еси-казки: [для серед. шк. віку: пер. з фр.] / М. Метерлінк ; упорядкув. та передм. Л. Слободянюк. — Київ: Школа, 2009. — 192 с. : іл. ; 20 см — (Хрестоматія школяра). — 2500 пр. экз.. — ISBN 978-966-339-830-3 (в опр.)
- Метерлінк, Моріс. Блакитний птах [казка-п'єса: для серед. та ст. шк. віку] / М. Метерлінк ; пер. з фр., передм., післяслово та прим. Д. О. Чистяка. — Вид. 2-ге, виправл. — Тернопіль: Навч. книга-Богдан, 2011. — 120 с. ; 20 см — (Класна світова класика). — 1000 пр. экз.. — ISBN 978-966-10-1821-0
- Голованівський, Сава Овсійович. Синій птах: поезії / С. О. Голованівський. — К. : Рад. письменник, 1980. — 175 c.
- Синій птах: антологія творів зарубіжних письм. для дітей та юнацтва / пер. [укр.] Н. Павловської; худож. А. Куртяк. — К. : АВІАЗ, 2011. — 252 с. : ілюстр. — (Програма «Українська книга»).

## Екранізації
- Німий фільм «Синій птах[en]» (англ. The Blue Bird), реж. Моріс Турньє[en], 1918).
- Мультфільм «Синій птах[ru]» (рос. Синяя птица) (СРСР, реж. Василь Ливанов, 1970).
- Синій птах (фільм, 1940)
- Синій птах (фільм, 1976)